# Karierne
Karierne (en ucraniano: Кар'єрне) es un pueblo ucraniano perteneciente al óblast de Jersón. Situado en el sur del país, forma parte del raión de Berislav y del municipio (hromada) de Velika Oleksandrivka.   

## Toponimia
El nombre del lugar en ruso es Kariernoye (en ruso: Карьерное).

## Geografía
Karierne se encuentra a 10 km al noroeste de Velika Oleksandrivka y a unos 130 km al noreste de Jersón.

## Historia
Karierne se fundó en 1916 y recibió el estatus de asentamiento de tipo urbano en 1958.
En mayo de 1995, el Gabinete de Ministros de Ucrania aprobó la decisión de privatizar la planta de cal ubicada aquí. Posteriormente, la empresa estatal se transformó en una sociedad anónima abierta y en 2002, se inició un caso de quiebra contra la planta.
Hasta el 18 de julio de 2020, Karierne fue parte del raión de Velika Oleksandrivka. El raión se abolió en julio de 2020 como parte de la reforma administrativa de Ucrania, que redujo el número de rayones del óblast de Jersón a cinco. El área del raión de Velika Oleksandrivka se fusionó con el raión de Berislav.En 2023, Karierne perdió el estatus de asentamiento de tipo urbano debido a la eliminación de este estatus administrativo.
Karierne estuvo ocupado por Rusia desde marzo de 2022 en el marco de la invasión rusa de Ucrania  hasta el 3 de octubre de 2022.

## Demografía
La evolución de la población de Karierne entre 1989 y 2022 fue la siguiente:
| 594                                                           | 385 | 382 | 348 | 323 |
| (Fuente: Cities & Towns of Ukraine y UKRAINE: Größere Städte) |     |     |     |     |

Según el censo de 2001, la lengua materna de la mayoría de los habitantes, el 93,7%, es el ucraniano; del 5,49% es el ruso.

## Infraestructura

### Transporte
Karierne tiene conexiones por carretera con Krivói Rog, Snijurivka y Berislav. La estación de tren de Karierne se encuentra en la línea ferroviaria que conecta Apóstolove y Snijurivka (con más conexiones con Jersón y Mikolaiv).